# Laplace-P
Laplace-P (anciennement Europa Lander) est un projet d'orbiteur et d'atterrisseur de l'Agence spatiale russe destiné à l'étude du système lunaire de Jupiter et à l'exploration de Ganymède avec un atterrisseur.
La Russie exprime un intérêt pour faire transporter leur atterrisseur avec le Jupiter Icy Moons Explorer en 2022, mais l'actuel concept de Laplace-P consiste désormais en un orbiteur et un atterrisseur distincts à être lancés par deux lanceurs en 2023, si la mission est lancée.